# 女流囲碁アマノ杯青龍戦
女流囲碁アマノ杯青龍戦（じょりゅういごアマノはいせいりゅうせん）は、日本の囲碁棋戦である。
アマノ株式会社協賛で行われる女流棋士によるトーナメント戦、非公式棋戦、2024年創設。

## 概要
- 主催 公益財団法人日本棋院
- 協賛 アマノ株式会社
- 協力 一般財団法人伝統文化棋道振興財団

- 対局形式：対局組合せは抽選により決定し、2回戦のトーナメント戦で優勝者を決定する。
　対局棋士は日本伝統の艶やかな着物を着用して対局を行う。
- 持ち時間：NHK杯方式・持時間なし・1手30秒の秒読み・1分単位の考慮時間10回

## 優勝者と決勝戦
（左が優勝者）
- 第1回 2024年 藤沢里菜女流本因坊 - 上野愛咲美女流立葵杯

## 大会内容・結果

### 第1回
2024年12月7日（土）、三渓園鶴翔閣（神奈川県横浜市）において、女流タイトルホルダーの藤沢里菜、上野愛咲美、上野梨紗及び最多女流タイトルホルダーの謝依旻による4名が招待されて行われた。
1回戦（左が勝者）
- 藤沢里菜女流本因坊 - 上野梨紗女流棋聖
- 上野愛咲美女流立葵杯 - 謝依旻七段

決勝（左が勝者）
- 藤沢里菜女流本因坊 - 上野愛咲美女流立葵杯